# Tuulikki Räisänen
Tuulikki Räisänen (tidigare Sipola), född 2 november 1945, är en svensk före detta friidrottare (långdistanslöpning) som tävlade för klubben Enhörna IF